# Hohenzollern-Haigerloch
O Condado de Hohenzollern-Haigerloch foi criado em 1576 após a partição do Condado de Zollern. Extinguiu-se em 1767, com a morte de Francis de Hohenzollern-Haigerloch, sem herdeiros, e ao ser anexado por Hohenzollern-Sigmaringen, voltando a unir-se desde 1576.